# Zach Graham
Zachary Darnell "Zach" Graham (Suwanee, Georgia, 28 de marzo de 1989) es un jugador de baloncesto estadounidense que pertenece a la plantilla del Platense de la Liga Nacional de Básquet de Argentina. Mide 1,96 de estatura y juega en la posición de alero, aunque puede jugar también de escolta.

## Trayectoria deportiva
No fue elegido en Draft de la NBA de 2011 por ningún equipo, ha pasado por las ligas de Filipinas, Turquía y México estos últimos años antes de recalar en la de Puerto Rico.
Quizá su mejor curso fue el 2013-14 en el Soles de Mexicali, con el que promedió 20,6 puntos y 4 rebotes aunque sólo con un 30 por ciento de acierto en el triple. En los meses que han pasado en los Brujos de Guayama de Puerto Rico ha tenido medias de 11,8 tantos y 2,7 rebotes con un aceptable 37,5 por ciento desde el 6,75.
En el 2015, dio el salto a Europa para jugar en el CB Estudiantes. Después de un irregular inicio en la temporada 2015-16, es dado de baja y sustituido por Tony Mitchell.
Su siguiente destino fue el equipo venezolano Guaros de Lara, con el cual se consagraría campeón de la Liga de las Américas 2016 y la Copa Intercontinental FIBA 2016 (en el medio jugó y ganó la Copa William Jones como parte del equipo filipino Mighty Sports, acompañado por Al Thornton, Dewarick Spencer y Mike Singletary).
A mediados del mes de mayo de 2019 reforzó al club Aguada en la mitad de las finales de la Liga Uruguaya de Básquetbol, siendo su actuación fundamental para derrotar a Malvín y obtener el título en disputa. Luego de esa experiencia se unió al Mighty Sports de Filipinas para disputar y conquistar otra edición de la Copa William Jones en Taiwán, esta vez acompañanado a Renaldo Balkman, McKenzie Moore, Hamady N'Diaye y Eugene Phelps.
En febrero de 2024 fue fichado por Trouvile, haciendo así su regreso a la LUB.
El 5 de febrero de 2025 se anunció su contratación por parte de Platense de la Liga Nacional de Básquet de Argentina.